# Yunohamella
Genre
Yunohamella est un genre d'araignées aranéomorphes de la famille des Theridiidae.

## Distribution
Les espèces de ce genre se rencontrent en Asie, en Amérique du Nord et en Europe.

## Liste des espèces
Selon World Spider Catalog (version 26, 20/02/2025) :
- Yunohamella gibbosa Gao & Li, 2014
- Yunohamella gutenbergi R. Zhong, J. Liu & Hu, 2025
- Yunohamella jiugongensis (Liu & Zhong, 2023)
- Yunohamella lyrica (Walckenaer, 1841)
- Yunohamella mohorovicici R. Zhong, J. Liu & Hu, 2025
- Yunohamella palmgreni (Marusik & Tsellarius, 1986)
- Yunohamella serpatusa (Guan & Zhu, 1993)
- Yunohamella subadulta (Bösenberg & Strand, 1906)
- Yunohamella takasukai Yoshida, 2012
- Yunohamella varietas Lee & Kim, 2021
- Yunohamella yunohamensis (Bösenberg & Strand, 1906)

## Systématique et taxinomie
Ce genre a été décrit par Yoshida en 2007 dans les Theridiidae.

## Publication originale
- Yoshida, 2007 : « A new genus of the family Theridiidae (Arachnida: Araneae). » Acta Arachnologica, vol. 56, p. 67-69 (texte intégral).